# 叶彦谦
叶彦谦（1923年—2007年），男，浙江兰溪人，中国数学家，南京大学教授，数学系原主任，曾任中国数学会常务理事。